# Michel Domingue

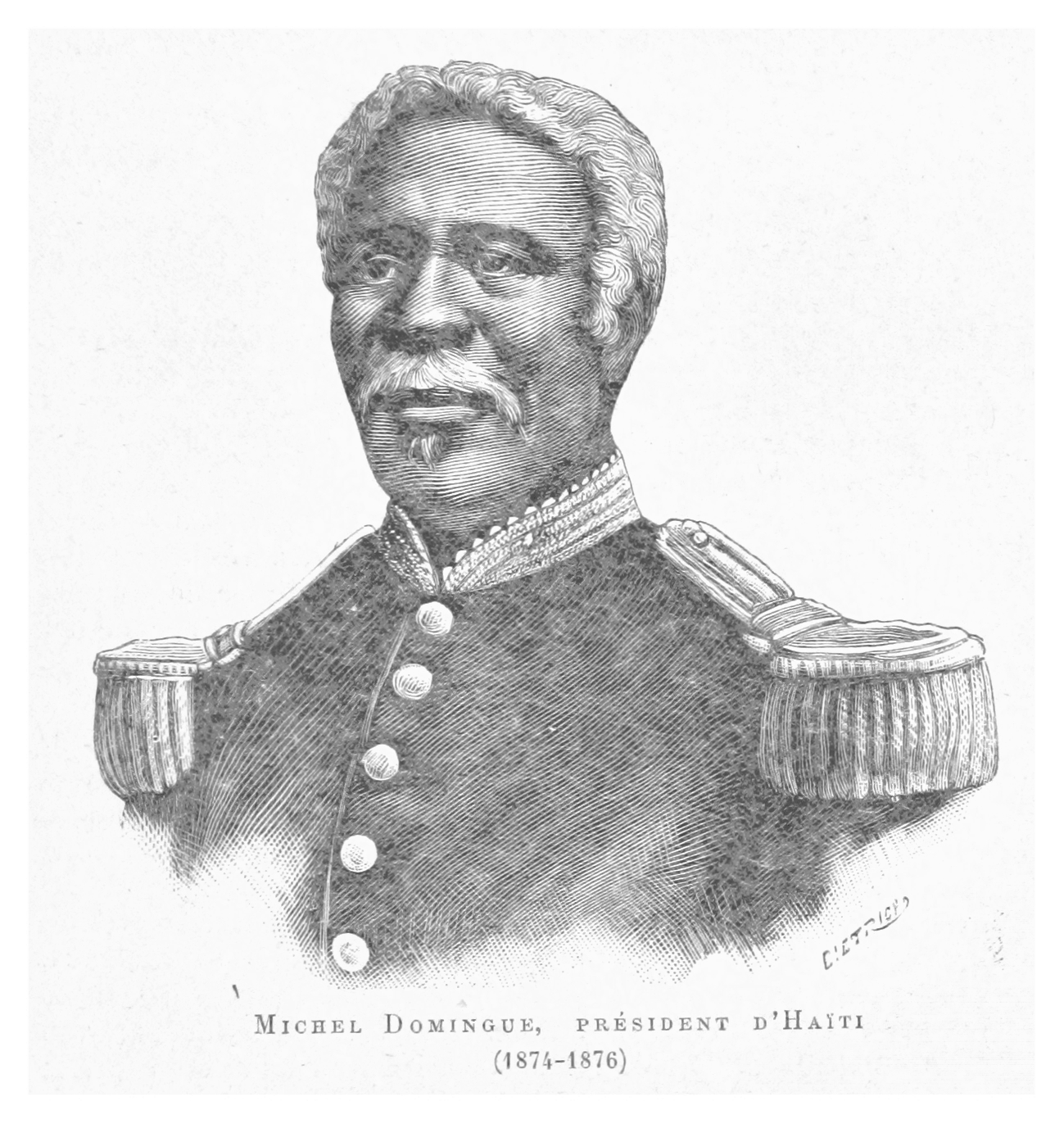
Michel Domingue

Michel Domingue död 24 maj 1877, Kingston, Jamaica, var president i Haiti 14 juni 1874-15 april 1876.